# 胡世祥
胡世祥（1940年—），辽宁锦州人，1965年哈尔滨工业大学导弹自动控制专业毕业，中国人民解放军将领、中国人民解放军中将。 
1998年，授予中国人民解放军中将，曾任总装备部副部长。 